# Quirnheimerhof
Der Quirnheimerhof – alternativ Quirnheimer Hof, Hertlingshäuser Klosterhof, Schloss Quirnheim  oder Merz’sches Schloss genannt – ist ein Bauwerk in Quirnheim. Er steht unter Denkmalschutz.

## Lage
Das Bauwerk befindet sich am westlichen Rand der Ortsgemeinde Quirnheim und hat die Anschrift Neue Straße 18. Unmittelbar neben dem Quirnheimerhof steht die protestantische Kirche.

## Beschreibung
Beim Quirnheimerhof handelt es sich um eine ausgedehnte Hofanlage. Hauptgebäude ist ein repräsentativer nachbarocker Mansardwalmdachbau, der mit der Jahreszahl 1806 bezeichnet ist. Hinzu kommt ein dreischiffiger Stall mit älteren Teilen, aus dem 16. und 17. Jahrhundert. In einer Scheune, die mit 1702 bezeichnet ist, befindet sich ein Fragment des Wappenreliefs der Freiherrn von Merz, bezeichnet 1702. Ebenfalls zum Ensemble gehören die Gartenmauer und ein klassizistisches Hoftor. Ein weiteres solches ist mit 1854 bezeichnet.

## Geschichte
Der Hof entstand im 16. Jahrhundert als Hertlingshäuser Klosterhof. Nachdem das Kloster aufgegeben worden war, kam er zunächst in den Besitz der Leininger. Im Jahr 1663 erwarb ihn Quirinus von Merz, woraufhin letzterer ihn schlossartig ausbauen ließ und deshalb alternativ als „Merz’sches Schloss“ bezeichnet wird. Nach der Französischen Revolution wurde die Familie Merz von Quirnheim ihres linksrheinischen Besitzes enteignet, sodass das Anwesen als „Quirnheimer Hof“ nachgenutzt wurde; in der Folgezeit entstanden einige neue Gebäude.